# Санвулвз
«Санвулвз» (англ. Sunwolves, яп. サンウルブズ, «Солнечные волки») — профессиональный регбийный клуб из Токио, Япония. С 2016 года выступала в одной из сильнейших лиг мира — Супер Регби, с командами из Австралии, Аргентины, Новой Зеландии и ЮАР. Домашние матчи проводит на «Стадионе имени Принца Титибу» в Токио и на «Национальном стадионе» в Сингапуре. Арены вмещают 27 и 55 тысяч зрителей соответственно.

## История

### Получение франшизы
В 2013 году исполнительный директор SANZAR Грег Питерс заявил, что в 2016 году количество франшиз Супер Регби увеличится за счёт южноафриканской команды «Саутерн Кингз». Год спустя было подтверждено расширение турнира с 15 до 18 команд, семнадцатой франшизой стала команда из Аргентины. Осенью 2014 года стало ясно, что с большой вероятностью именно Япония получит последнее место в Супер Регби. Другим кандидатом был Сингапур, однако организаторы посчитали Страну восходящего солнца более подходящим кандидатом, поскольку она уже получила право на проведение чемпионата мира в 2019 году, а её сборная — самая успешная в Азии. В ноябре все три новых команды — «Саутерн Кингс», аргентинская и японская — были официально представлены как новые франшизы Супер Регби. Несмотря на победу своей заявки, японцы обязались играть по три домашних матча на сингапурском «Национальном стадионе».
В апреле 2015 года Японский регбийный союз создал компанию Japan Super Rugby Association (JSRA), в задачу которой входит управление новой командой. Ёситака Тосиро был назначен президентом, а Юичи Уено — исполнительным директором. Руководящую должность в клубе получил и главный тренер сборной Эдди Джонс, чьей обязанностью стало разработка стратегического плана развития франшизы. Однако в августе того же года стало известно после чемпионата мира 2015 Джонс покинет Японию. Это и некоторые другие проблемы поставили участие японцев в Супер Регби 2016 под вопрос, однако после заверений со стороны Японского регбийного союза участие франшизы было окончательно подтверждено.
В октябре 2015 года было объявлено, что в опросе на название клуба, начавшемся в мае победил вариант «Sunwolves». В декабре был объявлен состав и тренер новой команды, а также показана форма, в которой будут выступать регбисты, а в январе было объявлено спонсорское название — HITO-Communications Sunwolves — и показана эмблема клуба.

### Первые сезоны
Свой первый матч в Супер Регби «Санвулвз» сыграли 27 февраля, который проиграли «Лайонз» со счётом 13:26. За сезон команда выиграла один матч (36:28 с «Хагуарес»), один сыграла вничью (17:17 со «Стормерз»), а все остальные матчи проиграла и заняла 18 место в общем зачёте. В сентябре 2016 года, после завершения сезона, на тренерском мостике «Санвулвз» произошли изменения — главным тренером вместо Марка Хэмметта стал Фило Тиатиа.

### Выход из Супер Регби
В конце 2019 года было объявлено, что 2020-й год будет для «Санвулвз» последним в чемпионате Супер Регби. Из-за высокой стоимости перелетов команд и экономическими сложностями лиги. Также компании, купившие права на трансляции, жаловались на низкий интерес к играм с участием «оборотней». В 2020-м году сезон не был доигран из-за пандемии и команда покинула его досрочно, поблагодарив болельщиков, поддерживавших команду на протяжении 5 лет. Появились сообщения о том, что команда будет расформирована. Однако в мае 2021 года JRFU опубликована анонс, что «Санвулвз» сыграют тест-матч против национальной сборной команды Японии (Japan XV).

## Текущий состав
Состав на Супер Регби сезона 2016:

## Результаты
| Сезон | Место | Игры | Победы | Ничьи | Поражения | Очки + | Очки - | Разница | Бонусы | Турнирные очки | Примечания |
| ----- | ----- | ---- | ------ | ----- | --------- | ------ | ------ | ------- | ------ | -------------- | ---------- |
| 2016  | 18-е  | 15   | 1      | 1     | 13        | 293    | 627    | -334    | 3      | 9              |            |